# Liotella indigens
Liotella indigens är en snäckart som först beskrevs av Harold John Finlay 1926.  Liotella indigens ingår i släktet Liotella och familjen pärlemorsnäckor. Inga underarter finns listade i Catalogue of Life.